# Дейвис, Морган
Мо́рган Де́йвис (англ. Morgan Davies, в прошлом Морга́на Де́йвис, англ. Morgana Davies; род. 27 ноября 2001, Австралия) — австралийский теле- и киноактёр, получивший широкую актёрскую известность в 2010 году и публично заявивший в 2014 году о себе как о трансгендере.

## Биография
Моргана Дейвис родилась в Австралии 27 ноября 2001 года. С семи лет её начали снимать в кино, предлагая эпизодические и главные роли в короткометражных и полнометражных фильмах, а также в телесериалах. Помимо актёрской деятельности Моргана Дейвис увлечённо играла в футбол и подавала надежды, осваивая игру на трубе.
После объявления о трансгендерности Моргана заменила своё имя на Морган, заявив: «Но я также хочу играть персонажей, которые не являются трансами, я не хочу, чтобы моя карьера вращалась вокруг моей трансгендерности».
Наибольшую известность Моргане Дейвис принёс фильм 2010 года «Дерево». Режиссёр Жюли Бертуччелли выбрала Моргану из примерно 200 претенденток на роль восьмилетней Симоны, девочки из небольшого австралийского городка, где она беспечно росла в доме с родителями и братьями до того момента, когда неожиданно ушёл из жизни её отец. Девочка убедила себя, что дух любимого отца переселился в разросшуюся рядом с их домом крупнолистную смоковницу. И когда взрослые приняли решение спилить дерево, Симона в знак протеста перешла из родительского дома в своё самодельное жильё, которое она соорудила среди ветвей дерева, чтобы не позволить его срубить. 
Хотя самой Моргане Дейвис в начале съёмок ещё не было восьми лет, она в течение девяти недель работы над фильмом ежедневно убеждала режиссёра в правильности её выбора. Жюли Бертуччелли особенно высоко оценила необычное сочетание детского шарма и бурного темперамента юной Дейвис. Восьмилетнюю Моргану в роли Симоны называют настоящим открытием (нем. Eine wahre Entdeckung).
В 2010 году демонстрация фильма «Дерево», была отобрана для церемонии закрытия Каннского кинофестиваля. К этому событию выпустили киноплакат с Морганой Девис и Шарлоттой Генсбур (по фильму дочь и мать) на фоне разросшегося дерева.

## Фильмография
| Год  |   | Русское название          | Оригинальное название | Роль           |
| ---- | - | ------------------------- | --------------------- | -------------- |
| 2008 | ф | Зеленый огонь зависти     | Green Fire Envy       | Бриттани       |
| 2010 | ф | Дерево                    | The Tree              | Симона         |
| 2011 | ф | Охотник                   | The Hunter            | Сасс Армстронг |
| 2012 | ф | Джулиан                   | Julian                | Кассандра      |
| 2014 | ф | Дыхание                   | Breath                | Саманта        |
| 2015 | ф | Игра парня                | The Boyfriend Game    | Томика         |
| 2015 | ф | Хенч                      | Hench                 | Скаттер Шут    |
| 2019 | ф | Мой друг мистер Персиваль | Storm Boy             | Маделин        |

| Год  | Название             | Роль            | Примечания       |
| ---- | -------------------- | --------------- | ---------------- |
| 2011 | Terra Nova           | Лия Маркос      | Эпизод «Беглецы» |
| 2014 | Дьявольская площадка | Бриди Аллен     | 6 эпизодов       |
| 2017 | Девушка по вызову    | Кайла Фэирчайлд |                  |
| 2020 | The End              | Оберон Бреннан  | 10 эпизодов      |
| 2023 | One Piece            | Коби            | 8 эпизодов       |

## Признание и отклики
Талантливую игру юной Морганы Девис в фильме «Дерево» отметили Кинокритики Австралии и Австралийская академия кинематографа и телевидения, номинировавшие Дейвис не только на лучшую женскую главную роль, но и на приз лучшей молодой актрисе. Кроме того, Австралийский киноинститут в том же году номинировал Моргану Девис и Шарлотту Генсбур на премию лучшей актрисе в главной роли.
Австралийская академия кинематографа и телевидения номинировала также Моргану Дейвис на премию за лучшую женскую роль второго плана в фильме «Охотник», где снимались также известные актёры — Уиллем Дефо, Фрэнсис О’Коннор и Сэм Нилл.
Англоязычная канадская газета Calgary Herald похвалила трогательную игру Морганы Дейвис в фильме «Дерево». Режиссёр фильма «Дерево» Жюли Бертуччелли назвала работу юной актрисы в роли восьмилетней Симоны потрясающей.
- 2010 — AFI Young Actor Award («Дерево») — номинация на лучшую молодую актрису.
- 2010 — AFI Best Actress Award («Дерево») — номинация на лучшую актрису в главной роли
- 2011 — AFI Film Critics Circle Awards  — номинация на лучшую женскую роль второго плана в фильме «Дерево».
- 2011 — AACTA Award for Best Actress in a Supporting Role — номинация на лучшую женскую роль второго плана  в фильме «Охотник».

## Видеофрагмент
- Официальный трейлер фильма «Дерево» (1:47 мин) (Архивная копия от 22 марта 2016 на Wayback Machine)  (англ.)